# Сан Луис (Аргентина)
Сан Луис (шп. San Luis) је град у Аргентини у покрајини Сан Луис. Према процени из 2005. у граду је живело 171.336 становника.

## Становништво
Према процени, у граду је 2005. живело 171.336 становника.
| 1980.  | 1991.   | 2001.   |
| ------ | ------- | ------- |
| 70.999 | 110.136 | 153.322 |